# Orkun Ertener

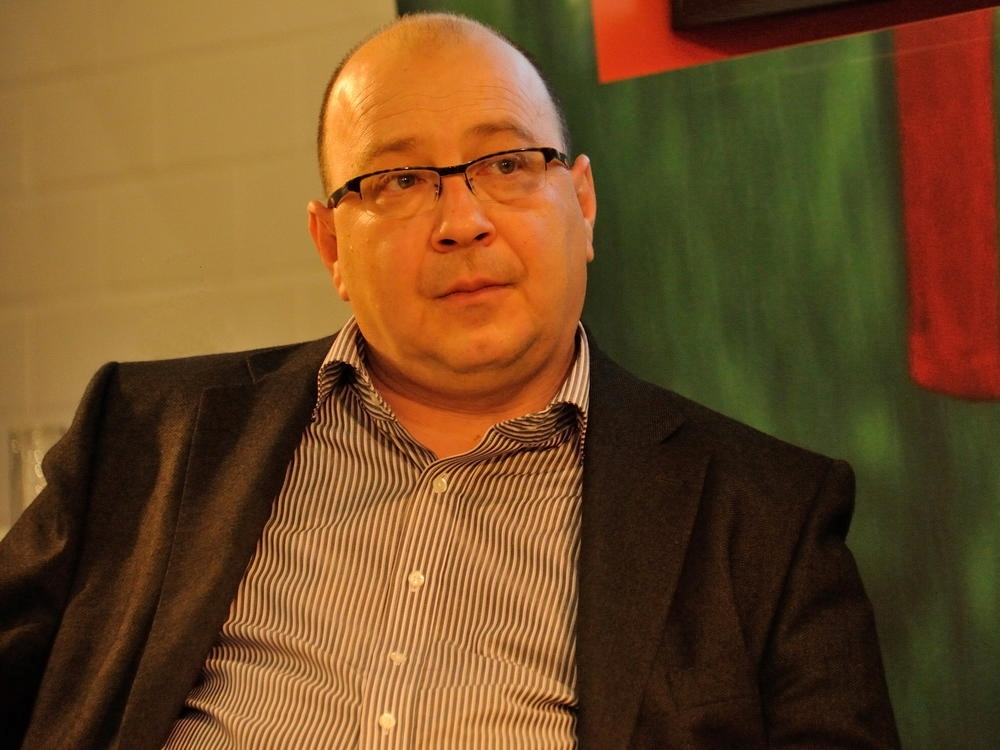
Drehbuch- und Romanautor Orkun Ertener auf der Frankfurter Buchmesse 2014

Orkun Ertener (* 1966 in Istanbul) ist ein deutscher Drehbuch- und Romanautor. Die von ihm entwickelte Serie KDD – Kriminaldauerdienst wurde als innovativ wahrgenommen und erhielt mehrere Auszeichnungen.

## Leben
Ertener stammt aus einer Istanbuler Familie mit türkischen, deutschen und italienischen Wurzeln und wuchs ab 1970 in Deutschland auf. Er studierte an der Universität Marburg Neuere deutsche Literatur und Medien, ist seit 1994 als Drehbuchautor erfolgreich und trat ab 2014 auch als Romanautor an die Öffentlichkeit. Ertener war Lehrbeauftragter (u. a. Philipps-Universität Marburg und Hamburg Media School) und Jurymitglied in verschiedenen Preisgremien (Civis-Preis, Crime Cologne Award, Deutscher Fernsehpreis). Er ist Mitinitiator und Vorstandsmitglied der Autorenvereinigung Kontrakt 18, Mitgründer des PEN Berlin und lebt in Köln.

## Werk
Ertener debütierte als Drehbuchautor mit dem Jubiläums-Tatort „…und die Musi spielt dazu“, der 300. Folge der Reihe. Zahlreiche Bücher für Fernsehproduktionen folgten. Als Drehbuchautor liegt Erteners Arbeitsschwerpunkt auf der Serienentwicklung. Er kreierte die Serien Sinan Toprak ist der Unbestechliche (1999), KDD – Kriminaldauerdienst (2007), Die Chefin (2012), Letzte Spur Berlin (2012) und „Neuland“ (2022). Bei den Produktionen von KDD – Kriminaldauerdienst, ausgezeichnet mit dem Grimme-Preis und dem Deutschen Fernsehpreis sowie der ZDF-Serie „Neuland“ fungierte Ertener zudem als Creative Producer.
Für „Neuland“ wurde Ertener im April 2023 zum zweiten Mal mit einem Grimme-Preis geehrt. Orkun Ertener zeichne „die Figuren ambivalent bis an die Schmerzgrenze“, schreibt die Jury, „gleichzeitig führt er sie in einem raffiniert gebauten Plot zu immer neuen Bündnis-, Freundschafts- und Gegnerinnenkonstellationen zusammen.“ „Neuland“ demonstriere „auf imposante Weise, wie hochkomplex deutsche Serienerzählungen sein können.“
2014 erschien Erteners Roman „Lebt“, der im Oktober des Jahres auf Platz eins der KrimiZEIT-Bestenliste platziert und im selben Jahr auf den Krimi-Jahresbestenlisten von Die Zeit und Die Welt aufgeführt war. 2021 folgte sein Roman „Was bisher geschah und was niemals geschehen darf“. Beide Romane beschäftigen sich mit Fragen von Identitätsverlust und Identitätskonstruktion. Wie viele seiner Fernseharbeiten verbinden auch Erteners Romane den Rahmen einer Spannungsgeschichte mit einer Dramaerzählung und sind im Genre nicht eindeutig zuzuordnen.

## Filmografie
- 1994: Tatort: … und die Musi spielt dazu
- 1995: Fesseln
- 1996: Schwurgericht – Ich bring' dich um
- 1997: Im Inneren des Bernsteins
- 1998: Tatort: In der Falle
- 1999: Der Bunker – Eine todsichere Falle
- 1999: Sinan Toprak ist der Unbestechliche
- 2000: Stahlnetz – Ausgelöscht
- 2001: Stahlnetz – Innere Angelegenheiten
- 2003: Tatort: Väter
- 2004: Tatort: Heimspiel
- 2004: Tatort: Stirb und werde
- 2004: Tatort: Märchenwald
- 2006: Tatort: Sternenkinder
- 2007–2010: KDD – Kriminaldauerdienst
- 2012: Die Chefin
- 2012: Die letzte Spur
- 2013: Tatort: Die chinesische Prinzessin
- 2022: Neuland
- 2025: High Stakes (Idee, Buch)

## Veröffentlichungen
- Lebt, Roman. Fischer Scherz, Frankfurt am Main 2014, ISBN 978-3-651-01367-4.[2]
- Was bisher geschah und was niemals geschehen darf, Roman. Fischer Scherz, Frankfurt am Main 2021, ISBN 978-3-651-02474-8.

## Auszeichnungen
- 1991 und 1992: Preis des Junges Literaturforum Hessen
- 1998: Civis-Medienpreis für das Drehbuch „Tatort – In der Falle“
- 2007: Nominierung Deutscher Fernsehpreis „Bestes Buch“ und Deutscher Fernsehpreis „Beste Serie“ für KDD – Kriminaldauerdienst
- 2008: Adolf-Grimme-Preis für die Drehbücher zu KDD – Kriminaldauerdienst
- 2021: Crime Cologne Award – Shortlist und Silberne Lupe mit Was bisher geschah
- 2023: Grimme-Preis für die Konzeption und Drehbücher zu „Neuland“